# Ciriaco del Llano
Ciriaco del Llano va ser un marí i militar espanyol que va lluitar amb les tropes espanyoles a la Guerra d'Independència de Mèxic.
Era capità de fragata al començar la revolució per a la independència mexicana i en agost de 1811 va participar en la seva primera campanya contra els insurgents, als que va derrotar a los Llanos de Apan, i per la qual va ser nomenat coronel. Va ser derrotat a Izúcar per Mariano Matamoros, però es va distingir en el setge de Cuautla i va ascendir a brigadier.
Va estar al càrrec de la intendència de Puebla i a la batalla de Puruarán va tornar a derrotar els insurrectes i va fer presoner a Mariano Matamoros, a qui va afusellar pocs dies després.
En 1815, com general en cap, va dirigir les tropes expedicionàries al Cerro de Cóporo, d'on es va haver de retirar després d'un atac infructuós. Va ser assetjar a Puebla per Nicolás Bravo en juliol de 1821 i finalment va fer un conveni de capitulació amb Iturbide, pel qual les seves tropes havien de ser traslladades a l'Havana, poc després va embarcar cap a Espanya.